# Giải bóng đá Hạng Nhì Quốc gia 2023
Giải bóng đá Hạng Nhì Quốc gia 2023 là mùa giải thứ 27 của Giải bóng đá Hạng Nhì Quốc gia do Liên đoàn bóng đá Việt Nam (VFF) tổ chức. Giải đấu diễn ra từ ngày 24 tháng 5 đến ngày 16 tháng 8 năm 2023.

## Thay đổi đội bóng
| Xuống hạng từ V.League 2 2022 - Đắk Lắk Thăng hạng từ Hạng Ba 2022 - Dugong Kiên Giang - Luxury Hạ Long | Thăng hạng đến V.League 2 2023 - Hòa Bình - Bình Thuận Xuống hạng đến Hạng Ba 2023 - Kon Tum |

## Thể thức thi đấu

### Vòng loại (24 tháng 5 - 5 tháng 8)
14 đội bóng chia làm hai bảng để thi đấu vòng loại. Các đội bóng thi đấu theo thể thức vòng tròn hai lượt chọn ra hai đội đứng đầu mỗi bảng vào vòng chung kết. Đội xếp cuối mỗi bảng sẽ phải xuống hạng.

#### Các tiêu chí xếp hạng ở vòng loại
Các đội được xếp thứ hạng theo điểm (3 điểm cho một trận thắng, 1 điểm cho một trận hòa, 0 điểm cho một trận thua). Nếu có từ hai đội trở lên bằng điểm nhau, thứ hạng các đội sẽ được xác định theo các tiêu chí lần lượt như sau:
1. Tổng số điểm ghi được trong các trận đấu giữa các đội liên quan;
2. Hiệu số bàn thắng thua trong các trận đấu giữa các đội liên quan;
3. Tổng số bàn thắng ghi được trong các trận đấu giữa các đội liên quan;
4. Tổng số bàn thắng ghi được trên sân khách trong các trận đấu giữa các đội liên quan;
5. Hiệu số bàn thắng thua trong tất cả các trận đấu bảng;
6. Tổng số bàn thắng ghi được trong tất cả các trận đấu bảng;
7. Tổng số bàn thắng ghi được trên sân khách trong tất cả các trận đấu bảng;
8. Sút luân lưu nếu chỉ có hai đội bằng điểm và chỉ số phụ và còn thi đấu trên sân;
9. Trận đấu play-off nếu thứ hạng của các đội bằng điểm nhau ảnh hưởng đến vị trí nhất, nhì bảng hoặc xuống hạng.
10. Bốc thăm.

### Vòng chung kết
Bốn đội bóng vượt qua vòng loại sẽ được bắt cặp thi đấu 2 trận theo lịch sau:
- Trận 1 (13 tháng 8): 1A v. 2B
- Trận 2 (13 tháng 8): 1B v. 2A
- Trận 3 (16 tháng 8): Thua Trận 1 v. Thua Trận 2

Các trận đấu ở vòng chung kết thi đấu theo thể thức loại trực tiếp một lượt trận, nếu sau 90 phút thi đấu chính thức tỷ số hòa, hai đội sẽ thi đá luân lưu 11m để xác định đội thắng (không có hiệp phụ). Hai đội thắng trận 1, 2 sẽ xếp đồng hạng nhất giải bóng đá Hạng Nhì Quốc gia 2023 và trực tiếp giành quyền tham dự Giải bóng đá Hạng Nhất Quốc gia 2023–24. Đội thắng trong trận 3 sẽ thi đấu play-off với đội đứng cuối Giải bóng đá Hạng Nhất Quốc gia 2023.

## Các đội bóng
14 câu lạc bộ chia làm 2 bảng theo khu vực địa lý như sau:
- Bảng A: Đắk Lắk, Luxury Hạ Long, Lâm Đồng, Trẻ SHB Đà Nẵng, Trẻ Quảng Nam, Gama Vĩnh Phúc, PVF
- Bảng B: Đồng Nai, Gia Định, Trẻ Thành phố Hồ Chí Minh, Đồng Tháp, Tiền Giang, Vĩnh Long, Dugong Kiên Giang

### Sân vận động
| Đội bóng                  | Địa điểm                       | Sân vận động                | Sức chứa |
| ------------------------- | ------------------------------ | --------------------------- | -------- |
| Dugong Kiên Giang         | Rạch Giá, Kiên Giang           | Sân vận Động Rạch Giá       | 10.000   |
| Đắk Lắk                   | Buôn Ma Thuột, Đắk Lắk         | Sân vận động Buôn Ma Thuột  | 25.000   |
| Đồng Nai                  | Thành phố Biên Hòa, Đồng Nai   | Sân vận động Đồng Nai       | 25.000   |
| Đồng Tháp                 | Cao Lãnh, Đồng Tháp            | Sân vận động Cao Lãnh       | 23.000   |
| Luxury Hạ Long            | Hạ Long, Quảng Ninh            | Khu LHTT Quảng Ninh         | TBD      |
| Gia Định                  | Hóc Môn, Thành phố Hồ Chí Minh | Sân vận động Tân Hiệp       | 200      |
| Gama Vĩnh Phúc            | Thành phố Kon Tum, Kon Tum     | Sân vận động Kon Tum        | 20.000   |
| Lâm Đồng                  | Đà Lạt, Lâm Đồng               | Sân vận động Đà Lạt         | 20.000   |
| PVF                       | Văn Giang, Hưng Yên            | TTĐTBĐ trẻ PVF - Bộ Công An | 4.600    |
| Tiền Giang                | Mỹ Tho, Tiền Giang             | Sân vận động Tiền Giang     | 15.000   |
| Trẻ Quảng Nam             | Tam Kỳ, Quảng Nam              | Sân vận động Tam Kỳ         | 15.000   |
| Trẻ SHB Đà Nẵng           | Cẩm Lệ, Đà Nẵng                | Sân vận động Hòa Xuân       | 20.000   |
| Trẻ Thành phố Hồ Chí Minh | Quận 10, Thành phố Hồ Chí Minh | Sân vận động Thống Nhất     | 25.000   |
| Vĩnh Long                 | Thành phố Vĩnh Long, Vĩnh Long | Sân vận động Vĩnh Long      | 10.000   |

## Khai mạc
Lễ khai mạc chính thức được diễn ra lúc 15:15 ngày 24 tháng 5 tại Khu liên hợp thể thao tỉnh Quảng Ninh, Hạ Long, Quảng Ninh với trận đấu khai mạc diễn ra lúc 15:30 giữa Luxury Hạ Long và PVF.

## Vòng loại

### Bảng A

##### Vòng 1
| 24 tháng 5 năm 2023 | Đắk Lắk                                                         | 2–1      | Lâm Đồng                                   | Buôn Ma Thuột, Đắk Lắk                                |  |
| 15:00               | - Nguyễn Công Tiến 72' - Bùi Anh Đức 74' - Huỳnh Quang Thái 81' | Chi tiết | - Phùng Khắc Nhất 39' - Đỗ Trường Trân 71' | Sân vận động: Buôn Ma Thuột Trọng tài: Võ Hoài Thương |  |

| 24 tháng 5 năm 2023 | Luxury Hạ Long                                                      | 1–1                                  | PVF                                               | Hạ Long, Quảng Ninh                                     |  |
| 15:30               | - Nguyễn Đức Tiến 45' - Nguyễn Văn Nhật 61' - Nguyễn Văn Điều 90+3' | Chi tiết Onplus, VFF Channel, FB VFF | - Trần Vũ Ngọc Tài 3' (ph.đ.) - Võ Quốc Dân 45+1' | Sân vận động: LHTT Quảng Ninh Trọng tài: Lê Quang Cường |  |

| 24 tháng 5 năm 2023 | Trẻ SHB Đà Nẵng                                 | 0–0                                  | Trẻ Quảng Nam | Cẩm Lệ, Đà Nẵng                                      |  |
| 16:00               | - Nguyễn Thanh Hùng 6' - Trần Văn Quang Huy 65' | Chi tiết Onplus, VFF Channel, FB VFF |               | Sân vận động: Hòa Xuân Trọng tài: Trương Quang Thông |  |

##### Vòng 2
| 28 tháng 5 năm 2023 | Trẻ Quảng Nam                                     | 3–1      | Luxury Hạ Long    | Tam Kỳ, Quảng Nam                           |  |
| 15:30               | - Nguyễn Văn Đô 15', 83' - Nguyễn Hoàng Nam 90+3' | Chi tiết | - Vũ Mạnh Duy 90' | Sân vận động: Tam Kỳ Trọng tài: Lê Ngọc Lợi |  |

| 29 tháng 5 năm 2023 | Lâm Đồng                                | 2–0      | Gama Vĩnh Phúc | Đà Lạt, Lâm Đồng                           |  |
| 15:00               | - Tạ Anh Đạt 42' - Nguyễn Xuân Thìn 50' | Chi tiết |                | Sân vận động: Đà Lạt Trọng tài: Lê Văn Tâm |  |

| 29 tháng 5 năm 2023 | PVF                                          | 1–1                                  | Trẻ SHB Đà Nẵng | Văn Giang, Hưng Yên                                            |  |
| 17:00               | - Bùi Hoàng Sơn 57' - Võ Văn Sơn 90+1' (o.g) | Chi tiết Onplus, VFF Channel, FB VFF |                 | Sân vận động: TTĐT trẻ PVF – Bộ Công An Trọng tài: Vũ Văn Điển |  |

##### Vòng 3
| 04 tháng 6 năm 2023 | Trẻ Quảng Nam | 0–0      | PVF | Tam Kỳ, Quảng Nam                              |  |
| 15:30               |               | Chi tiết |     | Sân vận động: Tam Kỳ Trọng tài: Phan Thanh Tâm |  |

| 04 tháng 6 năm 2023 | Luxury Hạ Long | 0–2                                  | Trẻ SHB Đà Nẵng                    | Hạ Long, Quảng Ninh                                     |  |
| 15:30               |                | Chi tiết Onplus, VFF Channel, FB VFF | - Lê Anh Toàn 71' - Võ Văn Sơn 78' | Sân vận động: LHTT Quảng Ninh Trọng tài: Lê Quang Cường |  |

| 04 tháng 6 năm 2023 | Gama Vĩnh Phúc      | 1–3      | Đắk Lắk                                         | Thành phố Kon Tum, Kon Tum                          |  |
| 17:00               | - Trần Ngọc Ánh 18' | Chi tiết | - Hoàng Xuân Phú 43', 90+1' - Hồ Trọng Vang 63' | Sân vận động: Kon Tum Trọng tài: Trương Quang Thông |  |

##### Vòng 4
| 09 tháng 6 năm 2023 | Lâm Đồng | 0–0                                  | Trẻ Quảng Nam | Đà Lạt, Lâm Đồng                              |  |
| 15:00               |          | Chi tiết Onplus, VFF Channel, FB VFF |               | Sân vận động: Đà Lạt Trọng tài: Ngô Đức Trung |  |

| 09 tháng 6 năm 2023 | Đắk Lắk                                    | 2–0      | Trẻ SHB Đà Nẵng | Buôn Ma Thuột, Đắk Lắk                            |  |
| 15:00               | - Phạm Văn Trường 45' - Hoàng Xuân Phú 47' | Chi tiết |                 | Sân vận động: Buôn Ma Thuột Trọng tài: Lê Văn Tâm |  |

| 09 tháng 6 năm 2023 | Gama Vĩnh Phúc                            | 2–1      | Luxury Hạ Long        | Thành phố Kon Tum, Kon Tum                   |  |
| 17:00               | - Nguyễn Bá Tiến 45+2' - Đào Ngọc Nam 76' | Chi tiết | - Nguyễn Đức Tiến 40' | Sân vận động: Kon Tum Trọng tài: Lê Ngọc Lợi |  |

##### Vòng 5
| 14 tháng 6 năm 2023 | Lâm Đồng           | 1–0      | PVF | Đà Lạt, Lâm Đồng                            |  |
| 15:00               | - Trần Văn Đạt 11' | Chi tiết |     | Sân vận động: Đà Lạt Trọng tài: Vũ Văn Điển |  |

| 14 tháng 6 năm 2023 | Đắk Lắk                                    | 2–0      | Luxury Hạ Long | Buôn Ma Thuột, Đắk Lắk                                |  |
| 15:00               | - Hoàng Xuân Phú 84' - Trương Đức Mạnh 86' | Chi tiết |                | Sân vận động: Buôn Ma Thuột Trọng tài: Phan Thanh Tâm |  |

| 14 tháng 6 năm 2023 | Gama Vĩnh Phúc | 0–2                                  | Trẻ SHB Đà Nẵng                            | Thành phố Kon Tum, Kon Tum                          |  |
| 17:00               |                | Chi tiết Onplus, VFF Channel, FB VFF | - Nguyễn Công Trịnh 37' - Phạm Bá Thảo 81' | Sân vận động: Kon Tum Trọng tài: Trương Quang Thông |  |

##### Vòng 6
| 19 tháng 6 năm 2023 | Lâm Đồng | 2–2 | Trẻ SHB Đà Nẵng | Đà Lạt, Lâm Đồng     |  |
| 15:00               |          |     |                 | Sân vận động: Đà Lạt |  |

| 19 tháng 6 năm 2023 | Đắk Lắk | 2–0                                    | Trẻ Quảng Nam | Buôn Ma Thuột, Đắk Lắk      |  |
| 15:00               |         | [Chi tiết] Onplus, VFF Channel, FB VFF |               | Sân vận động: Buôn Ma Thuột |  |

| 19 tháng 6 năm 2023 | Gama Vĩnh Phúc | 1–2 | PVF | Thành phố Kon Tum, Kon Tum |  |
| 17:00               |                |     |     | Sân vận động: Kon Tum      |  |

##### Vòng 7
| 24 tháng 6 năm 2023 | Lâm Đồng | 2–1 | Luxury Hạ Long | Đà Lạt, Lâm Đồng     |  |
| 15:00               |          |     |                | Sân vận động: Đà Lạt |  |

| 24 tháng 6 năm 2023 | Đắk Lắk | 2–1                                    | PVF | Buôn Ma Thuột, Đắk Lắk      |  |
| 15:00               |         | [Chi tiết] Onplus, VFF Channel, FB VFF |     | Sân vận động: Buôn Ma Thuột |  |

| 24 tháng 6 năm 2023 | Gama Vĩnh Phúc | 0–5 | Trẻ Quảng Nam | Thành phố Kon Tum, Kon Tum |  |
| 17:00               |                |     |               | Sân vận động: Kon Tum      |  |

##### Vòng 8
| 05 tháng 7 năm 2023 | Lâm Đồng | 1–0 | Đắk Lắk | Đà Lạt, Lâm Đồng     |  |
| 15:00               |          |     |         | Sân vận động: Đà Lạt |  |

| 05 tháng 7 năm 2023 | PVF | 1–1 | Luxury Hạ Long | Văn Giang, Hưng Yên                     |  |
| 17:00               |     |     |                | Sân vận động: TTĐT trẻ PVF – Bộ Công An |  |

| 03 tháng 8 năm 2023 | Trẻ Quảng Nam | 1–1 | Trẻ SHB Đà Nẵng | Tam Kỳ, Quảng Nam    |  |
| 15:30 |               |     |                 | Sân vận động: Tam Kỳ |  |
| Ghi chú: Trận đấu dự kiến diễn ra vào ngày 05 tháng 7 năm 2023, nhưng đã bị dời lại sau khi CLB Trẻ Quảng Nam gặp phải một vụ tai nạn giao thông trên đường trở về sau trận gặp Gama Vĩnh Phúc ở vòng 7 khiến cầu thủ Võ Minh Hiếu thiệt mạng và được đá bù vào ngày 03 tháng 8 năm 2023. |               |     |                 |                      |  |

##### Vòng 9
| 10 tháng 7 năm 2023 | Luxury Hạ Long | 0–4 | Trẻ Quảng Nam | Hạ Long, Quảng Ninh           |  |
| 15:30               |                |     |               | Sân vận động: LHTT Quảng Ninh |  |

| 10 tháng 7 năm 2023 | Trẻ SHB Đà Nẵng | 1–1 | PVF | Cẩm Lệ, Đà Nẵng        |  |
| 16:00               |                 |     |     | Sân vận động: Hòa Xuân |  |

| 10 tháng 7 năm 2023 | Gama Vĩnh Phúc | 1–6 | Lâm Đồng | Thành phố Kon Tum, Kon Tum |  |
| 17:00               |                |     |          | Sân vận động: Kon Tum      |  |

##### Vòng 10
| 14 tháng 7 năm 2023 | PVF | 0–0 | Trẻ Quảng Nam | Văn Giang, Hưng Yên                     |  |
| 17:00               |     |     |               | Sân vận động: TTĐT trẻ PVF – Bộ Công An |  |

| 15 tháng 7 năm 2023 | Đắk Lắk | 1–0 | Gama Vĩnh Phúc | Buôn Ma Thuột, Đắk Lắk      |  |
| 15:00               |         |     |                | Sân vận động: Buôn Ma Thuột |  |

| 16 tháng 7 năm 2023 | Trẻ SHB Đà Nẵng | 5–1 | Luxury Hạ Long | Cẩm Lệ, Đà Nẵng        |  |
| 16:00               |                 |     |                | Sân vận động: Hòa Xuân |  |

##### Vòng 11
| 20 tháng 7 năm 2023 | Luxury Hạ Long | 4–4 | Gama Vĩnh Phúc | Hạ Long, Quảng Ninh           |  |
| 15:30               |                |     |                | Sân vận động: LHTT Quảng Ninh |  |

| 20 tháng 7 năm 2023 | Trẻ Quảng Nam | 0–1 | Lâm Đồng | Tam Kỳ, Quảng Nam    |  |
| 15:30               |               |     |          | Sân vận động: Tam Kỳ |  |

| 20 tháng 7 năm 2023 | Trẻ SHB Đà Nẵng | 1–0 | Đắk Lắk | Cẩm Lệ, Đà Nẵng        |  |
| 16:00               |                 |     |         | Sân vận động: Hòa Xuân |  |

##### Vòng 12
| 25 tháng 7 năm 2023 | Luxury Hạ Long | 0–5 | Đắk Lắk | Hạ Long, Quảng Ninh           |  |
| 15:30               |                |     |         | Sân vận động: LHTT Quảng Ninh |  |

| 25 tháng 7 năm 2023 | Trẻ SHB Đà Nẵng | 5–0 | Gama Vĩnh Phúc | Cẩm Lệ, Đà Nẵng        |  |
| 16:00               |                 |     |                | Sân vận động: Hòa Xuân |  |

| 25 tháng 7 năm 2023 | PVF | 3–1 | Lâm Đồng | Văn Giang, Hưng Yên                     |  |
| 17:00               |     |     |          | Sân vận động: TTĐT trẻ PVF – Bộ Công An |  |

##### Vòng 13
| 30 tháng 7 năm 2023 | Trẻ Quảng Nam | 0–3 | Đắk Lắk | Tam Kỳ, Quảng Nam    |  |
| 15:30               |               |     |         | Sân vận động: Tam Kỳ |  |

| 30 tháng 7 năm 2023 | Trẻ SHB Đà Nẵng | 2–1 | Lâm Đồng | Cẩm Lệ, Đà Nẵng        |  |
| 16:00               |                 |     |          | Sân vận động: Hòa Xuân |  |

| 31 tháng 7 năm 2023 | PVF | 1–0 | Gama Vĩnh Phúc | Văn Giang, Hưng Yên                     |  |
| 17:00               |     |     |                | Sân vận động: TTĐT trẻ PVF – Bộ Công An |  |

##### Vòng 14
| 05 tháng 8 năm 2023 | Trẻ Quảng Nam | 1–2 | Gama Vĩnh Phúc | Tam Kỳ, Quảng Nam    |  |
| 15:30               |               |     |                | Sân vận động: Tam Kỳ |  |

| 05 tháng 8 năm 2023 | Luxury Hạ Long | 5–1 | Lâm Đồng | Hạ Long, Quảng Ninh           |  |
| 15:30               |                |     |          | Sân vận động: LHTT Quảng Ninh |  |

| 05 tháng 8 năm 2023 | PVF | 2–0 | Đắk Lắk | Văn Giang, Hưng Yên                     |  |
| 17:00               |     |     |         | Sân vận động: TTĐT trẻ PVF – Bộ Công An |  |

#### Tóm tắt kết quả
| Nhà \ Khách     | ĐLK | LĐFC | PVF | TQNM | GVP | LHL | TSĐN |
| --------------- | --- | ---- | --- | ---- | --- | --- | ---- |
| Đắk Lắk         |     | 2–1  | 2–1 | 2–0  | 1–0 | 2–0 | 2–0  |
| Lâm Đồng        | 1–0 |      | 1–0 | 0–0  | 2–0 | 2–1 | 2–2  |
| PVF             | 2–0 | 3–1  |     | 0–0  | 1–0 | 1–1 | 1–1  |
| Trẻ Quảng Nam   | 0–3 | 0–1  | 0–0 |      | 1–2 | 3–1 | 1–1  |
| Gama Vĩnh Phúc  | 1–3 | 1–6  | 1–2 | 0–5  |     | 2–1 | 0–2  |
| Luxury Hạ Long  | 0–5 | 5–1  | 1–1 | 0–4  | 4–4 |     | 0–2  |
| Trẻ SHB Đà Nẵng | 1–0 | 2–1  | 1–1 | 0–0  | 5–0 | 5–1 |      |

### Bảng B

##### Vòng 1
| 24 tháng 5 năm 2023 | Trẻ Thành phố Hồ Chí Minh                                      | 2–2                                  | Đồng Nai | Quận 10, Thành phố Hồ Chí Minh                 |  |
| 15:00               | - Phạm Quốc Tuấn 62' - Nguyễn Thanh Lâm 66' - Bùi Văn Bình 80' | Chi tiết Onplus, VFF Channel, FB VFF | - Đoàn Văn Quý 12' - Phan Công Quỳnh Anh 15' - Đậu Thanh Phong 62' - Bùi Ngọc Thịnh 65' - Bùi Tiến Sinh 81' - Thân Thắng Toàn 83' - Cao Quốc Khánh 90' | Sân vận động: Thống Nhất Trọng tài: Vũ Mạnh Hà |  |

| 24 tháng 5 năm 2023 | Dugong Kiên Giang | 0–2      | Vĩnh Long                                  | Rạch Giá, Kiên Giang                               |  |
| 15:30               |                   | Chi tiết | - Nguyễn Đồng Tháp 52' - Trần Phát Tài 67' | Sân vận động: Rạch Giá Trọng tài: Nguyễn Hồng Quốc |  |

| 24 tháng 5 năm 2023 | Tiền Giang                                   | 0–1      | Gia Định                                     | Mỹ Tho, Tiền Giang                                   |  |
| 16:00               | - Trần Gia Lam 14' - Nguyễn Thanh Nguyên 14' | Chi tiết | - Nguyễn Anh Việt 68' - Huỳnh Hữu Tuấn 90+5' | Sân vận động: Tiền Giang Trọng tài: Nguyễn Hồng Quốc |  |

##### Vòng 2
| 29 tháng 5 năm 2023 | Vĩnh Long | 0–2                                  | Đồng Tháp | Thành phố Vĩnh Long, Vĩnh Long |  |
| 15:00               |           | Chi tiết Onplus, VFF Channel, FB VFF |           | Sân vận động: Vĩnh Long        |  |

| 29 tháng 5 năm 2023 | Gia Định | 0–1 | Trẻ Thành phố Hồ Chí Minh | Hóc Môn, Thành phố Hồ Chí Minh |  |
| 15:30               |          |     |                           | Sân vận động: Tân Hiệp         |  |

| 29 tháng 5 năm 2023 | Đồng Nai | 2–2 | Tiền Giang | Biên Hòa, Đồng Nai     |  |
| 16:00               |          |     |            | Sân vận động: Đồng Nai |  |

##### Vòng 3
| 04 tháng 6 năm 2023 | Đồng Nai | 1–0 | Gia Định | Biên Hòa, Đồng Nai     |  |
| 16:00               |          |     |          | Sân vận động: Đồng Nai |  |

| 04 tháng 6 năm 2023 | Tiền Giang | 4–1 | Trẻ Thành phố Hồ Chí Minh | Mỹ Tho, Tiền Giang       |  |
| 16:00               |            |     |                           | Sân vận động: Tiền Giang |  |

| 04 tháng 6 năm 2023 | Đồng Tháp | 0–0 | Dugong Kiên Giang | Cao Lãnh, Đồng Tháp    |  |
| 15:30               |           |     |                   | Sân vận động: Cao Lãnh |  |

##### Vòng 4
| 09 tháng 6 năm 2023 | Vĩnh Long | 0–2 | Đồng Nai | Thành phố Vĩnh Long, Vĩnh Long |  |
| 15:00               |           |     |          | Sân vận động: Vĩnh Long        |  |

| 09 tháng 6 năm 2023 | Trẻ Thành phố Hồ Chí Minh | 1–0 | Dugong Kiên Giang | Quận 10, Thành phố Hồ Chí Minh |  |
| 15:00               |                           |     |                   | Sân vận động: Thống Nhất       |  |

| 09 tháng 6 năm 2023 | Đồng Tháp | 3–2 | Tiền Giang | Cao Lãnh, Đồng Tháp    |  |
| 15:30               |           |     |            | Sân vận động: Cao Lãnh |  |

##### Vòng 5
| 14 tháng 6 năm 2023 | Trẻ Thành phố Hồ Chí Minh | 0–1 | Đồng Tháp | Quận 10, Thành phố Hồ Chí Minh |  |
| 15:00               |                           |     |           | Sân vận động: Thống Nhất       |  |

| 14 tháng 6 năm 2023 | Gia Định | 2–1 | Vĩnh Long | Hóc Môn, Thành phố Hồ Chí Minh |  |
| 15:30               |          |     |           | Sân vận động: Tân Hiệp         |  |

| 14 tháng 6 năm 2023 | Dugong Kiên Giang | 1–2 | Tiền Giang | Rạch Giá, Kiên Giang   |  |
| 15:30               |                   |     |            | Sân vận động: Rạch Giá |  |

##### Vòng 6
| 19 tháng 6 năm 2023 | Vĩnh Long | 1–1 | Trẻ Thành phố Hồ Chí Minh | Thành phố Vĩnh Long, Vĩnh Long |  |
| 15:00               |           |     |                           | Sân vận động: Vĩnh Long        |  |

| 19 tháng 6 năm 2023 | Gia Định | 0–2 | Đồng Tháp | Hóc Môn, Thành phố Hồ Chí Minh |  |
| 15:30               |          |     |           | Sân vận động: Tân Hiệp         |  |

| 19 tháng 6 năm 2023 | Đồng Nai | 1–1 | Dugong Kiên Giang | Biên Hòa, Đồng Nai     |  |
| 16:00               |          |     |                   | Sân vận động: Đồng Nai |  |

##### Vòng 7
| 24 tháng 6 năm 2023 | Dugong Kiên Giang | 2–2 | Gia Định | Rạch Giá, Kiên Giang   |  |
| 15:30               |                   |     |          | Sân vận động: Rạch Giá |  |

| 24 tháng 6 năm 2023 | Đồng Tháp | 4–2 | Đồng Nai | Cao Lãnh, Đồng Tháp    |  |
| 15:30               |           |     |          | Sân vận động: Cao Lãnh |  |

| 24 tháng 6 năm 2023 | Tiền Giang | 3–2 | Vĩnh Long | Mỹ Tho, Tiền Giang       |  |
| 16:00               |            |     |           | Sân vận động: Tiền Giang |  |

##### Vòng 8
| 05 tháng 7 năm 2023 | Vĩnh Long | 0–0 | Dugong Kiên Giang | Thành phố Vĩnh Long, Vĩnh Long |  |
| 15:00               |           |     |                   | Sân vận động: Vĩnh Long        |  |

| 05 tháng 7 năm 2023 | Gia Định | 3–0 | Tiền Giang | Hóc Môn, Thành phố Hồ Chí Minh |  |
| 15:30               |          |     |            | Sân vận động: Tân Hiệp         |  |

| 05 tháng 7 năm 2023 | Đồng Nai | 5–1 | Trẻ Thành phố Hồ Chí Minh | Biên Hòa, Đồng Nai     |  |
| 16:00               |          |     |                           | Sân vận động: Đồng Nai |  |

##### Vòng 9
| 10 tháng 7 năm 2023 | Trẻ Thành phố Hồ Chí Minh | 0–2 | Gia Định | Quận 10, Thành phố Hồ Chí Minh |  |
| 15:00               |                           |     |          | Sân vận động: Thống Nhất       |  |

| 10 tháng 7 năm 2023 | Đồng Tháp | 1–1 | Vĩnh Long | Cao Lãnh, Đồng Tháp    |  |
| 15:30               |           |     |           | Sân vận động: Cao Lãnh |  |

| 10 tháng 7 năm 2023 | Tiền Giang | 0–0 | Đồng Nai | Mỹ Tho, Tiền Giang       |  |
| 16:00               |            |     |          | Sân vận động: Tiền Giang |  |

##### Vòng 10
| 15 tháng 7 năm 2023 | Trẻ Thành phố Hồ Chí Minh | 5–0 | Tiền Giang | Quận 10, Thành phố Hồ Chí Minh |  |
| 15:00               |                           |     |            | Sân vận động: Thống Nhất       |  |

| 15 tháng 7 năm 2023 | Gia Định | 1–5 | Đồng Nai | Hóc Môn, Thành phố Hồ Chí Minh |  |
| 15:30               |          |     |          | Sân vận động: Tân Hiệp         |  |

| 15 tháng 7 năm 2023 | Dugong Kiên Giang | 2–2 | Đồng Tháp | Rạch Giá, Kiên Giang   |  |
| 15:30               |                   |     |           | Sân vận động: Rạch Giá |  |

##### Vòng 11
| 20 tháng 7 năm 2023 | Dugong Kiên Giang | 1–5 | Trẻ Thành phố Hồ Chí Minh | Rạch Giá, Kiên Giang   |  |
| 15:30               |                   |     |                           | Sân vận động: Rạch Giá |  |

| 20 tháng 7 năm 2023 | Tiền Giang | 0–0 | Đồng Tháp | Mỹ Tho, Tiền Giang       |  |
| 16:00               |            |     |           | Sân vận động: Tiền Giang |  |

| 20 tháng 7 năm 2023 | Đồng Nai | 2–0 | Vĩnh Long | Biên Hòa, Đồng Nai     |  |
| 16:00               |          |     |           | Sân vận động: Đồng Nai |  |

##### Vòng 12
| 25 tháng 7 năm 2023 | Vĩnh Long | 2–0 | Gia Định | Thành phố Vĩnh Long, Vĩnh Long |  |
| 15:00               |           |     |          | Sân vận động: Vĩnh Long        |  |

| 25 tháng 7 năm 2023 | Đồng Tháp | 2–1 | Trẻ Thành phố Hồ Chí Minh | Cao Lãnh, Đồng Tháp    |  |
| 15:30               |           |     |                           | Sân vận động: Cao Lãnh |  |

| 25 tháng 7 năm 2023 | Tiền Giang | 6–1 | Dugong Kiên Giang | Mỹ Tho, Tiền Giang       |  |
| 16:00               |            |     |                   | Sân vận động: Tiền Giang |  |

##### Vòng 13
| 30 tháng 7 năm 2023 | Trẻ Thành phố Hồ Chí Minh | 1–1 | Vĩnh Long | Quận 10, Thành phố Hồ Chí Minh |  |
| 15:00               |                           |     |           | Sân vận động: Thống Nhất       |  |

| 30 tháng 7 năm 2023 | Đồng Tháp | 2–2 | Gia Định | Cao Lãnh, Đồng Tháp    |  |
| 15:30               |           |     |          | Sân vận động: Cao Lãnh |  |

| 30 tháng 7 năm 2023 | Dugong Kiên Giang | 0–6 | Đồng Nai | Rạch Giá, Kiên Giang   |  |
| 15:30               |                   |     |          | Sân vận động: Rạch Giá |  |

##### Vòng 14
| 05 tháng 8 năm 2023 | Vĩnh Long | 1–0 | Tiền Giang | Thành phố Vĩnh Long, Vĩnh Long |  |
| 15:00               |           |     |            | Sân vận động: Vĩnh Long        |  |

| 05 tháng 8 năm 2023 | Gia Định | 4–1 | Dugong Kiên Giang | Hóc Môn, Thành phố Hồ Chí Minh |  |
| 15:30               |          |     |                   | Sân vận động: Tân Hiệp         |  |

| 05 tháng 8 năm 2023 | Đồng Nai | 2-4 | Đồng Tháp | Biên Hòa, Đồng Nai     |  |
| 16:00               |          |     |           | Sân vận động: Đồng Nai |  |

#### Tóm tắt kết quả
| Nhà \ Khách               | DKG | ĐTFC | ĐNFC | GĐFC | TGFC | THCM | VLFC |
| ------------------------- | --- | ---- | ---- | ---- | ---- | ---- | ---- |
| Dugong Kiên Giang         |     | 2–2  | 0–6  | 2–2  | 1–2  | 1–5  | 0–2  |
| Đồng Tháp                 | 0–0 |      | 4–2  | 2–2  | 3–2  | 2–1  | 1–1  |
| Đồng Nai                  | 1–1 | 2–4  |      | 1–0  | 2–2  | 5–1  | 2–0  |
| Gia Định                  | 4–1 | 0–2  | 1–5  |      | 3–0  | 0–1  | 2–1  |
| Tiền Giang                | 6–1 | 0–0  | 0–0  | 0–1  |      | 4–1  | 3–2  |
| Trẻ Thành phố Hồ Chí Minh | 1–0 | 0–1  | 2–2  | 0–2  | 5–0  |      | 1–1  |
| Vĩnh Long                 | 0–0 | 0–2  | 0–2  | 2–0  | 1–0  | 1–1  |      |

## Bảng xếp hạng vòng loại

### Bảng A
| VT | Đội                | ST | T | H | B | BT | BB | HS  | Đ  | Giành quyền tham dự hoặc xuống hạng                  |
| -- | ------------------ | -- | - | - | - | -- | -- | --- | -- | ---------------------------------------------------- |
| 1  | Đắk Lắk            | 12 | 9 | 0 | 3 | 22 | 7  | +15 | 27 | Vòng chung kết                                       |
| 2  | Trẻ SHB Đà Nẵng    | 12 | 6 | 5 | 1 | 22 | 9  | +13 | 23 | Vòng chung kết                                       |
| 3  | Lâm Đồng           | 12 | 6 | 2 | 4 | 19 | 16 | +3  | 20 |                                                      |
| 4  | PVF                | 12 | 4 | 6 | 2 | 13 | 9  | +4  | 18 |                                                      |
| 5  | Trẻ Quảng Nam      | 12 | 3 | 5 | 4 | 14 | 10 | +4  | 14 |                                                      |
| 6  | Gama Vĩnh Phúc     | 12 | 2 | 1 | 9 | 11 | 33 | −22 | 7  |                                                      |
| 7  | Luxury Hạ Long (R) | 12 | 1 | 3 | 8 | 15 | 32 | −17 | 6  | Xuống thi đấu tại Giải bóng đá Hạng Ba Quốc gia 2024 |

### Bảng B
| VT | Đội                       | ST | T | H | B | BT | BB | HS  | Đ  | Giành quyền tham dự                                  |
| -- | ------------------------- | -- | - | - | - | -- | -- | --- | -- | ---------------------------------------------------- |
| 1  | Đồng Tháp (P)             | 12 | 7 | 5 | 0 | 23 | 12 | +11 | 26 | Vòng chung kết                                       |
| 2  | Đồng Nai (P)              | 12 | 6 | 4 | 2 | 30 | 15 | +15 | 22 | Vòng chung kết                                       |
| 3  | Gia Định                  | 12 | 5 | 2 | 5 | 17 | 17 | 0   | 17 |                                                      |
| 4  | Trẻ Thành phố Hồ Chí Minh | 12 | 4 | 3 | 5 | 19 | 19 | 0   | 15 |                                                      |
| 5  | Tiền Giang                | 12 | 4 | 3 | 5 | 19 | 20 | −1  | 15 |                                                      |
| 6  | Vĩnh Long                 | 12 | 3 | 4 | 5 | 11 | 14 | −3  | 13 |                                                      |
| 7  | Dugong Kiên Giang (R)     | 12 | 0 | 5 | 7 | 9  | 31 | −22 | 5  | Xuống thi đấu tại Giải bóng đá Hạng Ba Quốc gia 2024 |

## Vòng chung kết
Hai đội thắng giành quyền lên hạng V.League 2 2023–24, hai đội thua đá play-off.
| Đắk Lắk | 1–2 | Đồng Nai |
| ------- | --- | -------- |
|         |     |          |

| Đồng Tháp         | 0–0 | Trẻ SHB Đà Nẵng |
| ----------------- | --- | --------------- |
|                   |     |                 |
| Loạt sút luân lưu |     |                 |
|                   | 6–5 |                 |

### Play-off
Đội thắng đá play-off với đội cuối bảng V.League 2 2023 tranh suất tham dự V.League 2 2023–24.
| Đắk Lắk | 2–0 | Trẻ SHB Đà Nẵng |
| ------- | --- | --------------- |
|         |     |                 |

### Play-off với đội cuối bảngV.League 2 2023
Đội thắng giành quyền tham dự V.League 2 2023–24.
| Bình Phước        | 1–1 | Đắk Lắk |
| ----------------- | --- | ------- |
|                   |     |         |
| Loạt sút luân lưu |     |         |
|                   | 4–3 |         |